# Saint-Pierre-de-Plesguen
Saint-Pierre-de-Plesguen (en bretó Sant-Pêr-Plewenn) és un municipi francès, situat a la regió de Bretanya, al departament d'Ille i Vilaine. L'any 2006 tenia 2.399 habitants. Limita al nord amb Pleudihen-sur-Rance, Miniac-Morvan, Tressé i Le Tronchet, a l'est amb Bonnemain i Lanhélin, al sud amb Meillac, Pleugueneuc i Plesder i a l'oest amb Saint-Hélen.

## Administració
| Mandat               | Alcalde                            |
| 1790                 | Jacques-Jean Michel                |
| 1790-1792            | Pierre Alain Blanchard             |
| (dades desconegudes) | Jacques Duval                      |
| 1800-1826            | Jean-Baptiste Henry                |
| 1826-1830            | François-Joseph-Marie Chauchix     |
| 1830-1837            | Jacques-François Chevalier         |
| 1838-1848            | François-Joseph-Marie Chauchix     |
| 1848-1860            | François-Thomas Leguen de la Croix |
| 1860-1864            | Jacques Chevalier                  |
| 1864-1870            | Louis-Marie-Marc Onfray            |
| 1870-1871            | Mathurin Chauchix                  |
| 1871-1876            | Louis-Marie-Marc Onfray            |
| 1876-1886            | Blaize Hyacinthe                   |
| 1886-1887            | Désiré Houssais                    |
| 1887-1898            | Henri Joubert                      |
| 1898-1908            | Théophile-René Roger-Marvaise      |
| 1908-1919            | Laurent Gautier                    |
| 1919-1931            | Comte Pierre du Bourblanc          |
| 1931-1947            | François Pondemer                  |
| 1947-1965            | Ange Denis                         |
| 1965-1971            | Paul Bellec                        |
| 1971-1977            | Jacques Aubert                     |
| 1977-1989            | Joseph Lebret                      |
| 1989-2001            | François Lefeuvre                  |
| 2001-2008            | Yannick Cochet                     |
| 2008-2008 (dimissió) | Loïc Agaesse                       |
| 2008-2014            | Robert Monnier                     |

## Demografia
| 1806 | 1826 | 1846 | 1866 | 1886 | 1906 | 1926 | 1946 | 1962 | 1968 | 1975 | 1982 | 1990 | 1999 | 2005 | 2009 |
| ---- | ---- | ---- | ---- | ---- | ---- | ---- | ---- | ---- | ---- | ---- | ---- | ---- | ---- | ---- | ---- |
| 1872 | 2050 | 2226 | 2507 | 2591 | 2619 | 2383 | 2287 | 2270 | 2164 | 2038 | 2023 | 2075 | 1977 | 2264 | 2448 |